# Vaudoncourt (Meuse)
Vaudoncourt é uma comuna francesa na região administrativa de Grande Leste, no departamento de Meuse. Estende-se por uma área de 6,18 km². Em 2010 a comuna tinha 92 habitantes (densidade: 14,9 hab./km²).